# Halowe Mistrzostwa Świata w Lekkoatletyce 2008 – sztafeta 4 × 400 m mężczyzn
Sztafeta 4 × 400 m mężczyzn – jedna z konkurencji rozgrywanych podczas halowych mistrzostw świata w lekkoatletyce w 2008. Eliminacje oraz finał odbyły się 9 marca.
Udział w tej konkurencji brały ekipy reprezentujące 10 państw. Zawody wygrała ekipa ze Stanów Zjednoczonych (w składzie: James Davis, Jamaal Torrance, Greg Nixon, Kelly Willie, Joel Stallworth). Drugą pozycję zajęli zawodnicy z Jamajki (w składzie: Michael Blackwood, Edino Steele, Adrian Findlay, DeWayne Barrett, Aldwyn Sappleton), trzecią zaś reprezentanci Dominikany (w składzie: Arismendy Peguero, Carlos Santa, Pedro Mejía, Yoel Tapia).

## Wyniki

### Eliminacje
Źródło: 
Bieg 1
| Miejsce | Zawodnicy                                                             | Państwo           | Wynik   | Uwagi |
| ------- | --------------------------------------------------------------------- | ----------------- | ------- | ----- |
| 1.      | James Davis Kelly Willie Joel Stallworth Jamaal Torrance              | Stany Zjednoczone | 3:08,07 |       |
| 2.      | Dienis Aleksiejew Władisław Frołow Iwan Buzolin Anton Kokorin         | Rosja             | 3:08,17 | SB    |
| 3.      | Steven Green Richard Buck Dale Garland Robert Tobin                   | Wielka Brytania   | 3:08,21 | SB    |
| 4.      | Andrae Williams Nathaniel McKinney Douglas Lynes-Bell Michael Mathieu | Bahamy            | 3:11,77 | SB    |
| 5.      | Bobby Young Hafiz Greigre Marvin Lewis Siraj Williams                 | Liberia           | 3:12,14 | PB    |

Bieg 2
| Miejsce | Zawodnicy                                                            | Państwo    | Wynik   | Uwagi |
| ------- | -------------------------------------------------------------------- | ---------- | ------- | ----- |
| 1.      | Carlos Santa Arismendy Peguero Pedro Mejía Yoel Tapia                | Dominikana | 3:09,77 | SB    |
| 2.      | Piotr Kędzia Piotr Klimczak Grzegorz Zajączkowski Wojciech Chybiński | Polska     | 3:09,81 | SB    |
| 3.      | Michael Blackwood Edino Steele Aldwyn Sappleton Adrian Findlay       | Jamajka    | 3:09,81 | SB    |
| 4.      | Mark Ujakpor Antonio Reina Luis Flores Marc Orozco                   | Hiszpania  | 3:09,93 | SB    |
| 5.      | Daniel Batman Joel Milburn Mark Ormrod Dylan Grant                   | Australia  | 3:12,69 | SB    |

### Finał
Źródło: 
| Miejsce | Zawodnicy                                                        | Państwo           | Wynik   | Uwagi |
| ------- | ---------------------------------------------------------------- | ----------------- | ------- | ----- |
| 01 !    | James Davis Jamaal Torrance Greg Nixon Kelly Willie              | Stany Zjednoczone | 3:06,79 | WL    |
| 02 !    | Michael Blackwood Edino Steele Adrian Findlay DeWayne Barrett    | Jamajka           | 3:07,69 | SB    |
| 03 !    | Arismendy Peguero Carlos Santa Pedro Mejía Yoel Tapia            | Dominikana        | 3:07,77 | NR    |
| 4.      | Piotr Kędzia Piotr Klimczak Wojciech Chybiński Grzegorz Sobiński | Polska            | 3:08,76 | SB    |
| 5.      | Steven Green Richard Buck Dale Garland Robert Tobin              | Wielka Brytania   | 3:09,21 |       |
| 6.      | Dienis Aleksiejew Anton Kokorin Maksim Dyłdin Jurij Borzakowski  | Rosja             | 3:15,38 |       |